# Dortmund-Gronau-Enscheder Eisenbahn-Gesellschaft
Die Dortmund-Gronau-Enscheder Eisenbahn-Gesellschaft (DGEE) war ein Eisenbahn-Unternehmen in Westfalen. Die Gesellschaft besaß und betrieb nur eine Strecke zwischen dem östlichen Ruhrgebiet und den Niederlanden, die Bahnstrecke Dortmund–Gronau über Lünen und Coesfeld, auch Westmünsterlandbahn genannt. Sie wurde 1903 als eine der letzten privaten Eisenbahnunternehmungen Preußens verstaatlicht und damit Teil der Preußischen Staatseisenbahnen.

## Geschichte der Strecke
Am 8. Januar 1872 erhielt die DGEE die Konzession durch König Wilhelm I. zum Bau der Strecke, die landespolizeiliche Abnahme des ersten Streckenabschnitts von Dortmund DGE (zuletzt Dortmund Ost) bis Lünen erfolgte am 26. Oktober 1874. Er wurde für den Personenverkehr am 25. November 1874, für den Güterverkehr am 4. Dezember 1874 eröffnet. Im Jahre 1875 folgte die übrige Strecke. Gronau wurde am 30. September 1875, Enschede am 15. Oktober 1875 erreicht.

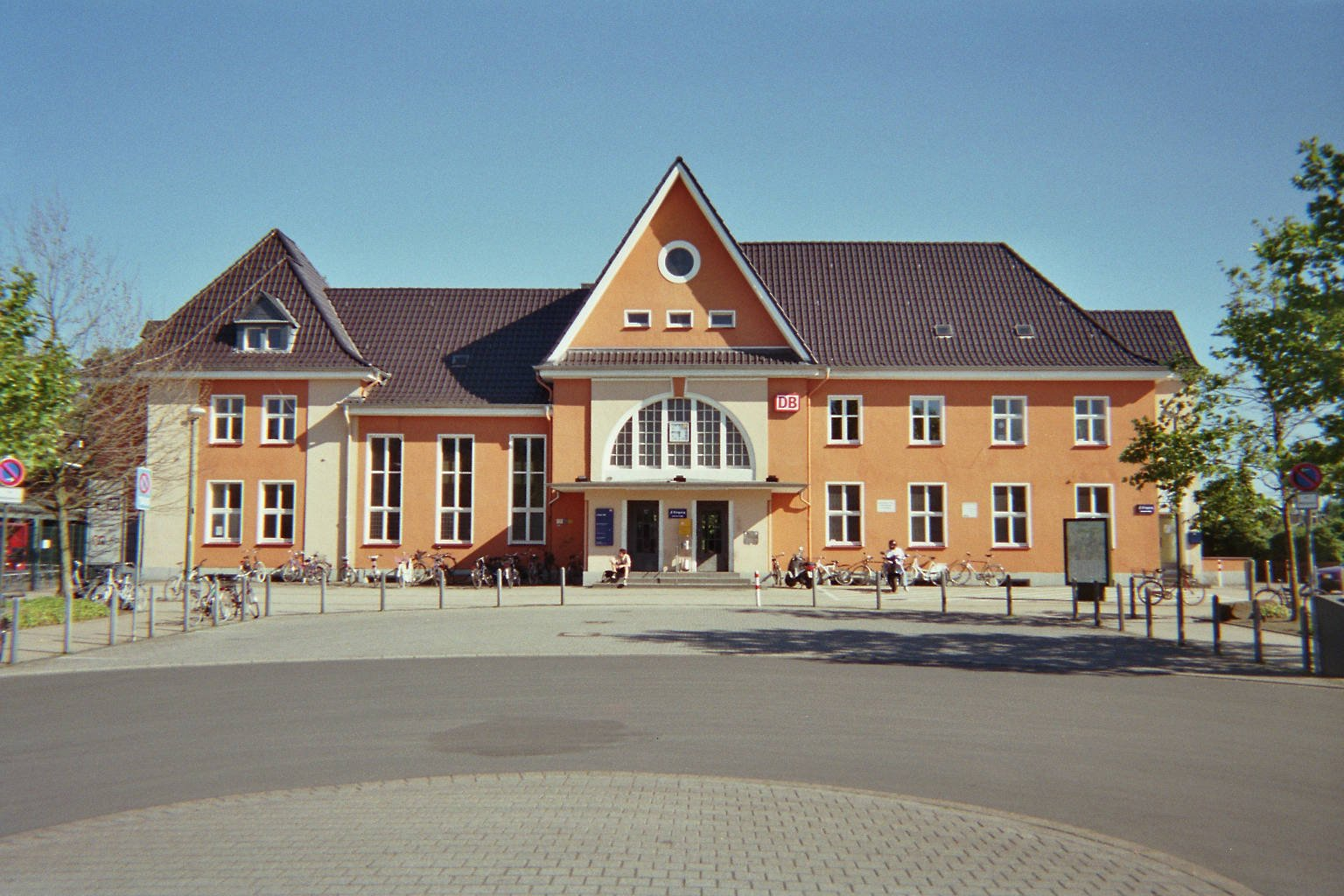
Lünen Hauptbahnhof

Auf dem Abschnitt Dortmund–Lünen dominierte von Anfang an der Transport der in dieser Gegend geförderten Steinkohle, während in dem weiter nördlich gelegenen Münsterland zu diesem Verkehr auch der Transport von landwirtschaftlichen Gütern sowie den Produkten der münsterländischen Textilindustrie kam.
Im Personenverkehr hatte die Strecke bis zur Eröffnung der direkten Verbindung zwischen Dortmund und Münster eine überregionale Bedeutung. Zu diesem Zweck wurde nach dem Ersten Weltkrieg eine Verbindungskurve zur Strecke der Köln-Mindener Eisenbahn bei Dülmen gebaut. Zuvor musste am Bahnhof „Dülmen Ost“ umgestiegen werden, wobei ein Fußweg von etwa 500 m zum Bahnhof der Köln-Mindener Eisenbahn notwendig war. Dieser Missstand wurde erst mit dem Bau des Dülmener Turmbahnhofs nach dem Zweiten Weltkrieg beseitigt.
Der Bahnhof Ahaus wurde 1902 zu einem Gemeinschaftsbahnhof umgestaltet, als die sogenannte „Nordbahn“ von Borken (Westf.) nach Burgsteinfurt der Westfälischen Landeseisenbahn und 1903 die private Ahaus-Enscheder Eisenbahn in Betrieb gingen.
Am 26. September 1981 wurde der Abschnitt Gronau–Enschede für den Gesamtbetrieb eingestellt. In dieser Zeit drohte der gesamten Strecke von Dortmund nach Gronau die Stilllegung. Diese konnte jedoch vermieden werden und ab dem Jahr 2001 fuhren erstmals wieder Züge zwischen Gronau und Enschede.

## Gegenwart
Im Coesfelder Stadtteil Lette befindet sich heute im dortigen Bahnhof Lette ein Eisenbahnmuseum.

## Persönlichkeiten
- Wilhelm Beukenberg (Vorstand 1891 bis 1903)